# 马索里什
马索里什是葡萄牙布拉干萨区的一个堂区。总面积16.01平方公里，总人口223人，人口密度13.9人/平方公里。